# ジャン＝ニコラ・ストフレ

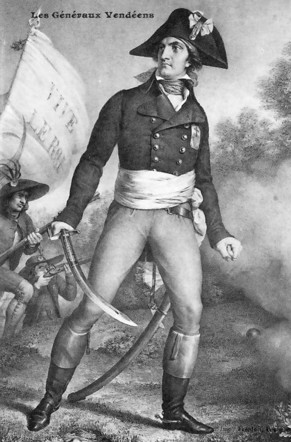
ジャン＝ニコラ・ストフレ

ジャン＝ニコラ・ストフレ（仏: Jean-Nicolas Stofflet 、1753年 - 1796年2月23日）は、フランス革命期のヴァンデの反乱に参加したヴァンデ軍の指揮官の1人。

## 人物
ムルト＝エ＝モゼル県に生まれ、長年スイス傭兵を務めた。ヴァンデ軍が立ち上がった際に参加し、最初モーリス・ジゴ・デルベの配下となり、フォントネー＝ル＝コント、ショレ、ソミュールで戦った。ボープレオ、ラヴァル、en:Antrainでの戦いで活躍を見せた。1794年にはアンリ・ド・ラ・ロシュジャクランの後を継いで指導者となった。
政府軍との和平条約をめぐってストフレはこれに反対し、賛成するフランソワ・ド・シャレットと対立を起こした。結局条約はナント郊外ラ・ジュネで結ばれはしたが、シャレットはその後条約を破棄し、再武装して抵抗を続ることになる。ストフレは条約後も政府軍と戦い続けたが、エティエンヌ＝アレクサンドル・ベルニエの工作により捕らえられ、死刑を宣告されてアンジェで射殺された。

## その他
- 集団処刑が行われた地の一つにチャペルが建てられており、その入り口の外壁の左右にストフレとジャック・カトリノーの像が装飾されている。